# Лом (посёлок, Рыбинский район)
Лом — посёлок сельского типа, центр Ломовского сельского округа в Октябрьском сельском поселении Рыбинского района Ярославской области.
Посёлок расположен рядом с одноимённой станцией железной дороги Рыбинск—Ярославль. В посёлке железную дорогу пересекает перпендикулярной ей автомобильная дорога, связывающая районный центр Большое Село с магистральной автомобильной дорогой P151 Ярославль—Рыбинск. Посёлок стоит на водоразделе двух рек: к юго-западу от посёлка протекает река Ахробость, приток Черёмухи, а к северо-востоку река Пухарка, приток Эдомы .
В посёлке находится братская могила 1941 г. советских граждан, погибших при бомбардировке железнодорожных составов. Она объявлена памятником истории и культуры Рыбинского района.
На 1 января 2007 года в посёлке числилось 230 постоянных жителей. Почтовое отделение посёлка обслуживает 11 улиц: Железнодорожная (17 домов), Кирпичная (19 домов), Комсомольская (25 домов), Октябрьская (10 домов), Пионерская (19 домов), Почтовая (16 домов), Рабочая (9 домов), Складская (4 дома), Советская (12 домов), Центральная (16 домов), Школьная (4 дома).